# 八角镇 (楚雄市)
八角镇，是中华人民共和国云南省楚雄彝族自治州楚雄市下辖的一个乡镇级行政单位。

## 行政区划
八角镇下辖以下地区：
大麦地村、八角村、必达村、庄房村、法古苴村、洒洲村和扎郎村。